# Santa Ana (Catedral de Canarias)
Santa Ana, es una imagen de la madre de la Virgen María, que se venera en la Catedral de Canarias, es obra del escultor canario, José de Armas, realizada en 1944. Es la patrona de la ciudad de Las Palmas de Gran Canaria y de la isla de Gran Canaria conjuntamente este último con la Virgen del Pino.

## Imagen de la Patrona
El encargo de la imagen de la patrona de la ciudad e isla, se produce en 1942 por parte del cabildo insular de Gran Canaria que quiso dotar de una imagen de la patrona en la catedral de Canarias, al escultor grancanario, José de Armas, después de haber sido elegido entre los tres proyectos que se presentaron para la realización de la imagen en la presidencia del Cabildo. En 1943 comienza a tallar la imagen en madera de "okola" de la que el Cabildo de Gran Canaria hizo traer un gran cilindro de La Guinea para realizar la imagen en una sola pieza.
La imagen quedó terminada el 25 de abril de 1944. Ese mismo año fue trasladada a Madrid para ser expuesta en la Exposición de Artistas Canarios en el Museo Nacional de Arte Moderno, siendo policromada también en dicha ciudad. El 18 de mayo de 1945 es colocada en la hornacina central del altar mayor de la catedral, siendo también bendecida ese día por el canónigo y Arcediano, don Pedro López Cabeza. En 1996 fue bajada por primera vez para limpiarla, y restaurarla con el resto de la catedral, siendo de nuevo expuesta al culto en 1998 en una peana de piedra diseñada por Fábregas, no sin antes salir al pórtico de la Catedral Basílica de Canarias. El escultor no cobró nada por la obra, más que los gastos.

## Descripción de la imagen
La imagen, obra del escultor grancanario José de Armas Medina (1910-1996),  es descrita en 1942 por un diario de la época con las siguientes palabras:
De un noble barroquismo en los paños, guarda la sobria majestad de una ancianidad gloriosa con el sello sereno de la santidad. Todo en el rostro cansado de Santa Ana es  serenidad, placidez, maternal sosiego, transparencia espiritual. Sentada sobre un supuesto banco – los paños bien tratados cubren todo asiento- recoge en el regazo señorial de la falda, el rollo bíblico medio desenvuelto, mientras que con la otra mano va indicando los sagrados textos a la hija. Esta – la futura Madre de Dios- a la derecha de Santa Ana, de pie, delgada como una azucena – viéndola se recuerda enseguida las metáforas del Eclesiastés: cedro del Líbano, ciprés de Sion, palma de Cades, rosa de Jericó- atiende la lección de su anciana madre. Todo el conjunto escultórico guarda una íntima armonía que dice muy bien dentro de los cánones iconográficos.

## Salidas procesionales
El 26 de julio de 2011, salió por primera vez a la calle, rodeando la plaza mayor de su nombre. La imagen fue bajada después de más de 16 años sin hacerlo para ser revisada por expertos en la materia del arte que no encontraron ninguna causa que lleve a la imagen a ser restaurada, y para que los fieles la contemplen de cerca.
Ese mismo año el cabildo catedral decide en capítulo extraordinario que la imagen sea sacada en procesión cuando su festividad tenga lugar en domingo, cosa que tuvo lugar en 2015 cuando la festividad de la patrona tuvo lugar el domingo, 26 de julio. De ordinario protagoniza la procesión un grupo escultórico de santa Ana y Virgen María niña realizado en el siglo XVII por el escultor Lorenzo de Campos (1634‑1693) y que se venera en la hornacina superior del tabernáculo de la seo grancanaria.
La próxima salida procesional de la imagen titular tuvo que haberse realizado en 2020, pero esta procesión fue suspendida por la pandemia mundial del coronavirus, por lo que la próxima salida será el 26 de julio de 2026.

## Patronazgo de Santa Ana
Los antiguos historiadores como fray Juan de Abreu y Galindo en 1632, cuentan, que cuando en 1478 las tropas castellanas desembarcaron en los arenales del puerto de La Isleta, buscando un lugar adecuado en donde asentar su campamento y comenzar la conquista en la isla de Gran Canaria, se les apareció una anciana de apariencia aborigen, aconsejándoles el altozano, que se encontraba al otro lado de la desembocadura del barranco de Guiniguada. Y con la misma rapidez que apareció, se marchó. El deán Juan Bermúdez, sevillano, en aquel momento atribuye la rápida visita de la anciana a la presencia de la patrona del barrio de Triana de Sevilla, santa Ana.
Desde entonces es considerada, como patrona de la ciudad y de la sede episcopal. Santa Ana es también la patrona de la isla de Gran Canaria como bien lo expone una lápida en la capilla de santa Catalina en la catedral de Canarias, dicho texto pertenece a Cairasco de Figueroa, Príncipe de las Letras Canarias y dice así:"Gran Canaria puede llamarse siempre bien afortunada pues a santa Ana el cielo le concede por Titular, Patrona y Abogada". El patronazgo sobre Gran Canaria se cita también en el himno de Santa Ana en la siguiente frase: "...de Gran Canaria nuestra protectora".

## Himno de la patrona de Las Palmas de Gran Canaria
Estribillo (1-2):
Señora Santa Ana, portal de la Aurora,
y de Gran Canaria nuestra protectora:
eres de María la madre amorosa
y de Jesucristo abuela gloriosa.
Coplas (Romance a dúo):
Primer tramo:
''En el Puerto de la Isleta desembarca un capitán
y conduce ya sus tropas buscando dónde acampar.
Mariscaba una Señora a la orilla de la mar,
se le acercan tres soldados, un obispo y un deán.
Estribillo (3-4):
Señora Santa Ana, ¿por qué ríe el Niño?
por una manzana que tú le has traído:
más no la de Eva, que es de perdición,
sino la manzana de la Redención.
Coplas:Segundo tramo:
- Diga usted, señora anciana, ¿cuál es el mejor lugar
para instalar nuestra tropas y edificar el Real?
- Por allá del Guiniguada, donde está aquel palmeral
establecerán su sitio y también mi catedral.
Estribillo (1-2): Vide supra.
Coplas:Tercer tramo:
Cuando vuelven sus miradas la Señora ya no está,
que era la noble Santa Ana, según reveló el deán.
Y en el medio de las palmas nacería la Ciudad,
y a Santa Ana dedicaron una hermosa Catedral.
Estribillo (3-4): Vide supra.
Lothar Siemens Hernández. Funchal (Madeira), 29 - XII - 2007.